# Městská autobusová doprava v Kladně
Městská autobusová doprava v Kladně je tvořena 14 autobusovými linkami městské hromadné dopravy. Tři z nich jsou páteřní, dvě jezdí pouze pro obsluhu místních podniků. Provozovatelem celé sítě MHD je dnes ČSAD MHD Kladno a. s., součást holdingu Arriva Transport ČR. Na MHD jsou vypravovány novější typy vozidel, všechny jsou poháněny buď CNG, nebo elektřinou. Jako první v České republice zde jezdí také kloubové elektrobusy SOR NS 18 electric.

## Historie
Městská hromadná doprava v Kladně zahrnovala 14 linek, a to linky 1-11, 13-14 a 16 (od dubna 2002 byla zavedena noční okružní linka 19, která je nyní zrušena), licenční čísla 225xxx, písmeno A v rámci SID se před čísly městských linek neuvádí. 1. července 2000 vznikla zavedením čipových karet Kladenská integrovaná doprava (KLID), od prosince 2006 součást SID jako oblast Kladensko. Příměstské linky měly označení s písmenem A a čísla od 21 výše, ale i městské linky opouštěly kladenskou zónu, kupříkladu jedna z městských linek vedla do Slaného, avšak měla číslo 9, vybrané spoje linky 4 zajížděly do Dřetovic, linka číslo 7 zajížděla do Libušína/Smečna, vybrané spoje linky 14 zajížděly do Velkého/Malého Přítočna, vybrané spoje linky 16 zajížděly rovněž do Velkého Přítočna, linka číslo 17 zajížděla do Smečna; linka A12 jezdila mezi Kladnem a Slaným a byla označena jako linka MAD Kladno, ale od roku 2013 měla v označení písmeno A. Z hlediska způsobu odbavování nebylo tehdy mezi městskými a regionálními linkami rozdíl, v MHD však platil zvláštní tarif.
V roce 1905 rozvážely cestující od každého vlaku kočáry a dostavníky za pevné jízdné. Za první republiky je nahradily taxíky, včetně hromadných pro více osob. 18. listopadu 1924 zavedl na základě koncese Václav Záruba autobusovou linku z nádraží na Výhybce (hlavní kladenské nádraží) do města. 26. března 1928 zavedl Jan Mora, obchodník z Rozdělova, autobusovou linku z Kladna do Rozdělova, kterou později prodloužil na Mšec. Na Morově lince byl zpočátku půlhodinový interval, pak Mora přikoupil tři autobusy a zkrátil intervaly. Výstavba tramvaje se neuskutečnila kvůli technickým problémům, které by představovalo opakované křížení s kladensko-nučickou dráhou.
V Kladně se pro městské autobusy vžil název „mandelinka“, pravděpodobně podle žlutohnědého nátěru autobusů dopravce Matěje Bendáka.
Po skončení druhé světové války provozovala Státní automobilová doprava z Kladna do okolí 5 autobusových linek. První z nich byla linka od nádraží do města, druhá z Libušína přes Rozdělov a Kladno do Dubí. Podle druhého dílu Pamětní knihy města Kladna byla 21. února 1949 zahájena v Kladně autobusová městská doprava, a to na dvou linkách: Hnidousy - Kladno, nádraží a Libušín - Kladno, Dubí. Začátkem 50. let byly linky z centra (dnešní nám. Svobody) do Švermova a do Libušína označovány A a B.
V roce 1949 se národní výbor usnesl na zavedení trolejbusů. V roce 1951 byly navrženy 4 linky MHD, první tři linky byly navrženy jako tramvajové a čtvrtá měla být okružní trolejbusová trasa. Ač trolejbusová doprava byla chystána i v dalších letech, tyto plány se nikdy neuskutečnily.
9. září 1953 zahájil Dopravní podnik města Kladna devíti autobusy Škoda 706 RO provoz na pěti linkách kladenské městské dopravy. 1. listopadu 1953 přibyla šestá linka. Brzy přibyly vyřazené autobusy Tatra z pražského dopravního podniku. V roce 1962 vlastnil podnik již 40 autobusů. 1. července 1963 byl Dopravní podnik sloučen s kladenským dopravním závodem 106 ČSAD KNV Praha, čímž odpadla nutnost výstavby chystaného nového areálu Dopravního podniku. Současně byla do městské dopravy jako linka 7 začleněna dosavadní státní linka z Kladna do Libušína. V dalších desetiletích došlo ke změnám tras a zavedení osmé linky.
2. dubna 1988 došlo k zásadní změně linkového vedení. Současně byly oživeny úvahy o zavedení trolejbusů. V Rozdělově byla dokonce postavena měnírna. Začátkem 90. let měla městská doprava Kladno v jízdním řádu ČSAD číslo 13900 a zahrnovala linky 1 až 15, toto linkové vedení vydrželo do roku 1995. V roce 1996 došlo opět k zásadnější reorganizaci sítě a počet linek se zvýšil na 18. V červenci 2000 byly zavedeny čipové karty. Nejvytíženějšími linkami jsou linky č. 1 a 6, které dopravují obyvatele města z jednoho konce města na druhý. Jízdné je odlišné podle typu placení. Jízdné placené v hotovosti u řidiče stojí v současné době 16 Kč a tzv. poloviční 8 Kč.
V červenci 2013 vedení města předběžně ohlásilo, že vyhlásí výběrové řízení na provozování MHD v Kladně v letech 2016 až 2026. Odhadovaná cena zakázky je 650 milionů Kč bez DPH. Předpokládá se přinejmenším zachování četnosti spojů, tedy roční výkon 2,5 až 3 miliony km, i návaznosti na SID. Důraz má být kladen na ekologii a bezpečnost cestujících, přičemž podoba výběrového řízení a podmínek má být ještě předmětem odborné diskuse. Stávající dopravce ČSAD MHD Kladno vyjádřil zájem se výběrového řízení zúčastnit.
Dne 26. srpna 2017 byla oblast Kladenska začleněna do systému Pražské integrované dopravy (PID) a došlo k přečíslování linek přidáním hodnoty 600 (např. z linky 1 se stala linka 601).
Dne 1. září 2022 byly linky MHD, pro neshody se Středočeským krajem, ze systému PID vyňaty.
Dne 10. prosince 2023 byla přečíslovaná linka 616 na 612, a tak MHD Kladno má opět ucelenou řadu čísel MHD. Jediné nevyužité číslo přiřazené MHD je 615, které je myšleno jako "záložní" pro případ nouze. Linka 616 nyní slouží systému PID jako náhrada za zkrácenou linku 322. Jezdí nyní tedy v trase Kladno - Vinařice - Slaný. Trasa linky 612 i její jízdní řády jsou totožné jako linky 616 před změnou. 

## Linkové vedení

### Linka 601 (páteřní)
Linka 601 spojuje kladenská sídliště Rozdělov a Kročehlavy. Všechny spoje jezdí v trase Rakovnická/Smečenská – Okrsek 0 - OAZA. V minulosti některé spoje končily/začínaly v zastávce Náměstí Jana Masaryka a spoje tedy neobsluhovaly zastávky U kostela, Rozdělov a Smečenská. Na této lince byly ve své době jako na jediné v síti vypravovány kloubové autobusy (Karosa B 941). Na linku jsou nasazovány jak kloubové tak i standardní autobusy. Od 1. září 2022 jsou vybrané spoje prodlouženy do zastávky Rakovnická.
Zastávky: Rakovnická (Pouze vybrané spoje) – Smečenská – Rozdělov – U kostela – (Náměstí Jana Masaryka; zajíždění zrušeno v prosinci 2013) – Vítězná – Železniční zastávka město (přestup na Trať 093) – U nemocnice – Náměstí Svobody – Gymnasium – Cyrila Boudy – Sítná – Jaroslava Kociána – U hvězdy – Vodárenská – Pražská křižovatka – Okrsek 0 – (Pouze vybrané spoje: – Pražská – Meta – OAZA)

### Linka 602
Linka 602 spojuje centrum města a Hnidousy. Jsou na ni vypravovány autobusy standardní délky v intervalu 12-30 minut. 
Zastávky: Náměstí Svobody – Gymnasium – Central - Divadlo – Autobusové nádraží (zde se linka dělí na dvě části a spojí se v zastávce Havlíčkovo náměstí) – (větev 1: Poldi – Průmyslová – Kübeck – Havlíčkovo náměstí)*; větev 2: U hřbitovů – Na kopci – Havlíčkovo náměstí – společná trasa: Hnidousy - Ronovka
*linka je sice licenčně vedena i přes větev 1, ale žádný spoj zde již nejezdí

### Linka 603 (páteřní)
Linka 603 spojuje sídliště Vojtěcha Lanny / Hřbitovy s centrem a NC OAZA. Interval je 12–30 minut. Jsou na ni vypravováno 4 autobusy. Spojů oficiálně zajíždějící na Hřbitovy je minimum (10 v pracovní dny i o víkendech a svátcích). Na linku jsou nasazovány pouze autobusy kloubové, tj. SOR NBG 18 a od 26. července 2024 také elektrobusy SOR NS 18 electric. Od září 2020 linka končí v zastávce Okrsek 4, ale počáteční zastávka je stále OAZA. 
Zastávky: (Hřbitovy) – V. Lanny – Ostrovec – A. Škváry – Bresson – Tylova/v opačném směru L. Zápotockého – Žel. zast. město (pouze směr V. Lanny) - U nemocnice – Náměstí Svobody – Gymnasium – Cyrila Boudy – Sítná – Jaroslava Kociána – U Kauflandu (možnost přestupu na Trať 120 a Trať 093) – Tesco – Americká – Růžové pole – Okrsek 4 (konečná) – OAZA (pouze nástupní)

### Linka 604
Linka 604 spojuje Starý Rozdělov s Vrapicemi a Dubím. Projíždí centrem, průmyslovou čtvrtí a Vrapicemi. Tuto linku využívají zvláště obyvatelé Vrapic a Dubí. Na tuto linku jsou nasazovány autobusy standardní délky. Do zastávky U Zvonečku zajíždí jen každý druhý spoj. Interval od Zvonečku 20-60 minut ve špičce, 20-30 minut z Nám. Svobody (včetně spojů od Zvonečku); z Dvorské 20-30 minut. Na linku jsou nasazovány 12 m autobusy. Jeden spoj v ranních hodinách také zajíždí na zastávku Kralupská. 
Zastávky: U zvonečku – Doberská – U kostela – Vítězná – Železniční zastávka město (přestup na Trať 093) – U nemocnice – Náměstí Svobody – Gymnasium – Central – Divadlo – U Bondyho – Dělnická – Kročehlavská – Kovošrot – Ininova – Kralupská (1 spoj) - Na šestém – Pod mostem (Pouze směr Dvorská) – Úřadovna – Sokolovna – Učiliště – VHS – Kolonie – Dvorská

### Linka 605
Linka 605 spojuje Městský stadion Sletiště v Rozdělově, staré Kročehlavy a sídliště Okrsek 0. Na tuto linku jsou nasazovány standardní autobusy. Ve Dnech města Kladna je tato linka ukončena v zastávce Nemocnice, ovšem bez viditelného označení na vozidle. Interval je 15-20 minut v pracovní dny a 30-60 minut o víkendu.
Zastávky: Aquapark – Stadion Františka Kloze – Nemocnice – Náměstí Svobody – Autobusové nádraží – Divadlo – Josefa Hory – Dlouhá – U Meisnerů – Svépomoc – U Penny (pouze směr Aquapark) – Na kovárně – Nádraží (možnost přestupu na Trať 120 a Trať 093) – Holandská – Okrsek 2 – Pražská křižovatka – Wednesbury (Pouze směr Aquapark) - Okrsek 0

### Linka 606 (páteřní)
Linka 606 spojuje podobně jako linka 1 Rozdělov a Kročehlavy s tím rozdílem, že od Gymnázia jede přes Staré Kročehlavy. Na tuto linku jsou vypravovány standardní autobusy. Linka má nejkratší interval v síti, a to 12–15 minut (dříve i 10 minut) v pracovní dny a 20 minut o víkendu. 
Zastávky: Energie – Vašíčkova – U kostela – Vítězná – Železniční zastávka město (přestup na Trať 093) – U nemocnice – Náměstí Svobody – Gymnasium – Central – Divadlo – U Bondyho – Školská – Na Slovance – Pražská křižovatka – U tržnice – Zdravotní středisko – Růžové pole – Okrsek 4 (konečná) – OAZA (pouze nástupní)

### Linka 607
Linka 607 dříve spojovala Kladno se Smečnem a Svinařovem. Od 1. září roku 2022 byla zavedena linka linka 607 pouze při Dnech města Kladna jako posilová linka spojující Kročehlavy se Zimním stadionem. Při této akci v roce 2022 i v roce 2023 byl na linku vypraveny vypůjčené autobusy, resp. elektrobusy SOR NS 12. Tyto elektrobusy byly vypůjčeny jen pro tuto akci.
Zastávky: Okrsek 4 – Růžové pole – Zdravotní středisko – U tržnice (pouze směr Okrsek 4)  – Pražská křižovatka – Vodárenská – U Hvězdy – Jaroslava Kociána – Sítná – Cyrila Boudy – Zimní stadion

### Linka 608
Linka 608, resp. 8 dříve sloužila jako posilová k lince 603 (3). V současnosti slouží také jako posilová, ovšem především pro zaměstnance v PZ Kladno-Jih a pekárny. Je zaveden pouze jeden pár spojů denně, ráno tam, večer zpět. Na linku jsou vypravovány autobusy standardní délky. 1. března 2023 byla stejně jako linky 612 a 614 prodloužena ze zastávky Pekárna do zastávky U Masokombinátu (dnes Belgická), kde je vybudováno vhodnější obratiště.
Zastávky: U Kauflandu – Tesco – Americká – Dr. Oetker – Celnice – Billundská – Kožovská – Pekárna - Belgická

### Linka 609
Linka 609 byla tehdy nejdelší linkou MHD Kladno. Spojovala Kladno s Vinařicemi, Kvícem a Slaným. 1. ledna roku 2022 byla nahrazena linkou 565 (která dnes již není v provozu - byla nahrazená linkou 322, od 10. prosince 2023 linkou 616) a zavedena pouze od Rozdělova (Žel. zast. Město) do Švermova (Barré) Na linku jsou nasazovány 12m autobusy. Manipulační zastávku na Žel. zast. město má za ostrou odbočkou z Vítězné ulice. Označník na zastávce Barré slouží jak pro nástup, tak i pro výstup. 
Zastávky: Barré – Svojsíkova (Směr Centrum) – J. Opletala (Směr Barré) – Husova – U Knotků – Kübeck – Průmyslová – Poldi – Pod Zámkem – Autobusové nádraží – Divadlo – Central – Gymnasium – Náměstí Svobody – U nemocnice – Železniční zastávka město (Výstupní) – Tylova (Nástupní)

### Linka 610
Linka 610 spojuje historické centrum města a Kročehlavy. Jsou na ní nasazovány dva elektrobusy SOR EBN 11.1 v hodinovém taktu a v pracovní dny ve špičce je interval krácen na 30 minut. O víkendech bývají místo elektrobusů nasazovány 12 metrové klasické autobusy. Linka jezdí pouze do 19 hodin. 
Zastávky: Zádušní – Náměstí Starosty Pavla – Dr. Vrbenského (Pouze směr Zádušní) - Autobusové nádraží – Divadlo – Centrál – Cyrila Boudy – Sítná – Jaroslava Kociána – U hvězdy – Vodárenská – Pražská křižovatka (pouze směr Zádušní) – Tržnice. V opačném směru neobsluhuje zastávky Divadlo a Autobusové nádraží, místo nich zajíždí na zastávku Vrbenského. 

### Linka 611
Linka 611 spojuje Kročehlavy a průmyslovou čtvrť. Tato linka je vedena spíše jako posilová a je na ní vypravován jeden ranní spoj (odj. v 5:20) a jeden odpolední spoj (odj. v 13:40), jediný zpáteční spoj jede ve 14:20.
Zastávky: Okrsek 0 – Wednesbury (pouze směr Průmyslová) – Pražská křižovatka – Na Slovance – Školská – U Bondyho – Autobusové nádraží – Poldi – Újezd – Průmyslová

### Linka 612
Původní linka A12 byla nejrozvětvenější linkou městské dopravy. Větve zajížděly do mnoha vesnic (pevná trasa Kladno, Náměstí Svobody – Slaný, autobusové nádraží). Její původní trasa byla pouze mezi Náměstí Svobody a Pcherami, ale později se dostala do Slaného. Na linku byly nasazovány autobusy standardní délky. Od integrace do PID sice nepatřila do systému MHD, ale od prosince roku 2023 opět patří a to jako náhrada za linku 616. Linka má úplně stejnou trasu jako její předchůdkyně 616, tedy z Náměstí Svobody přes Vodárenskou na Belgickou. Je v provozu jen ve špičky pracovních dnů. Několik spojů je zavedeno i o víkendech. Na lince potkáme autobusy standardní délky, tedy 12 metrů.  
Zastávky: Náměstí Svobody – Gymnasium – Cyrila Boudy – Sítná – Jaroslava Kociána – U Hvězdy – Vodárenská – Pražská křižovatka – U Tržnice (pouze směr Belgická) – Zdravotní středisko – Dr. Oetker – Celnice – Billundská – Kožovská – Pekárna - Belgická

### Linka 613
Linka 613 spojuje Kročehlavy s Dubím. Linka je vedena jako posilová ve špičkách pracovních dnů; nemá vlastní turnus (obsluhují jí jiné turnusy). Na linku jsou nasazovány většinou 18m autobusy, tedy ty kloubové. 
Zastávky: OAZA – Okrsek 4 – Růžové pole – Americká – Tesco – U Kauflandu – Jaroslava Kociána – Sítná – Cyrila Boudy – Centrál – Divadlo – Autobusové nádraží – Pod zámkem – Poldi – Újezd – Dubská – Úřadovna – Sokolovna

### Linka 614
Linka 614 spojuje Dříň, Centrum, Průmyslovou zónu Kladno-Jih a Pekárnu. Od 1. 3. 2023 jako linky 608 a 612 je prodloužena do zastávky U Masokombinátu (dnes Belgická), kde je vybudované vhodnější obratiště pro autobusy. Nasazovány jsou autobusy standardní délky.
Zastávky: Dříň – Lidická – Kovošrot – Ininova – Na šestém – Sokolovna – Úřadovna – Dubská – Újezd – Poldi – Autobusové nádraží – Divadlo – Centrál – Gymnasium – Náměstí Svobody – Nemocnice – Zimní stadion – Vaníčkova – ČSAD – Na garážích – Nádraží (možnost přestupu na Trať 120 a Trať 093) – U Tesca – Celnice – Billundská (pouze směr Dříň) – Showa (pouze směr Belgická) – Kožovská – Pekárna - Belgická

## Vozový park
Jsou vypsány pouze vozy, které vlastní ČSAD MHD Kladno a jsou určeny pro MHD. Ty určené pro linky PID a dálkové linky zde nejsou uvedeny. V červnu a červenci 2024 byly pro ČSAD MHD Kladno dodány elektrobusy SOR NS, a to v standardní délce 12 metrů, ale také jako první v republice vozy kloubové, tedy SOR NS 18 Electric. Nové elektrobusy by měly být, po vybudování rychlodobíjecí stanice u NC OAZA, vypravovány na linky 603 a 606. Zároveň se v letech 2023-2024 ve velkém vyřazovali vozy Irisbus Citelis 12M CNG. Aktuálně je provozní pouze jeden, ačkoliv vůz 8903 (37) byl již několikrát znovu uveden do provozu pro nedostatek vozidel na zajištění MHD. ČSAD Kladno také vlastní přes 100 autobusů pro příměstskou dopravu (zejména PID). Občas jsou i tyto vozy kvůli nedostatku provozuschopných městských autobusů vypravovány na linky MHD.
| Typ                 | Modifikace a podtypy       | Dodávky v letech | Počet (k 2. 12. 2024) | Ev. č. |
| ------------------- | -------------------------- | ---------------- | --------------------- | ------ |
| SOR EBN 11,1        | SOR EBN 11,1               | 2021             | 2                     | 01-02  |
| Scania Citywide     | Scania Citywide LF 12M CNG | 2020             | 12                    | 03-14  |
| Iveco Urbanway 12M  | Iveco Urbanway 12M CNG     | 2014-2019        | 20                    | 15-33  |
| Irisbus Citelis 12M | Irisbus Citelis 12M CNG    | 2010-2013        | 1                     | 35     |
| SOR NB 18           | SOR NBG 18                 | 2018-2020        | 9                     | 42-50  |
| SOR NS 12 electric  | SOR NS 12 electric         | 2024             | 8                     | 51-58  |
| SOR NS 18 electric  | SOR NS 18 electric         | 2024             | 8                     | 59-66  |